# CasaNova (Rotterdam)
CasaNova is een driehoekige woontoren aan de Wijnhaven in het Maritiem District, in het centrum van Rotterdam. Het gebouw is 110 meter hoog en heeft 35 verdiepingen.

## Ontwerp
Het ontwerp van het gebouw is gemaakt door Barcode Architects. Het gebouw is driehoekig en houdt zo rekening met de zichtlijnen van de omringende torens. Bijzonder aan het gebouw is dat de onderste vier lagen naar onderen toelopen, waardoor het lijkt op een potlood dat op de punt balanceert. Casa Nova is verbonden met de naastgelegen toren van The Muse.